# وليام مارشال (تنس)
وليام مارشال (بالإنجليزية: William Marshall)‏ مواليد 29 أبريل 1849 في ميدلسكس، إنجلترا - الوفاة 24 يناير 1921 في سري، إنجلترا، كان لاعب كرة مضرب بريطاني. أعلى تصنيف له في الفردي كان المركز الـ 2 في سنة 1877.

## النهائيات

### الفردي: 1 (الوصافة 1)
| الحصيلة | السنة | البطولة  | الأرضية | المنافس   | النتيجة       |
| ------- | ----- | -------- | ------- | --------- | ------------- |
| الوصافة | 1877  | ويمبلدون | عشبية   | سبنسر غور | 1–6, 2–6, 4–6 |

## روابط خارجية
- وليام مارشال على موقع أرشيف التنس.كوم (الإنجليزية)